# ایرج شگرف نخعی
ایرج شگرف نخعی(۱۳۱۴ کرمان –۱۳۹۰/۰۸/۳۰ تهران) استاد دانشگاه و سیاستمدار و سرپرست و معاون و قائم مقام آموزشی وزارت آموزش وپرورش است.

## تحصیلات
شگرف نخعی دوره ابتدایی و دبیرستان را در کرمان گذراند. او به دلیل فوت پدر در دوران تحصیل به تدریس و روزنامه‌نگاری کی پرداخت. او همچنین دروس حوزوی را در مدرسه معصومیه کرمان گذرانده و رد آنجا با محمدجواد باهنر همراه بود. وی در زمان حضور در حوزه نشریه جهان دانش را منتشر می‌ساخت. نخعی در سال وارد دانشسرای عالی معلمین شده و در سال ۱۳۳۲ پس از فارغ‌التحصیل به در آموزش و پروش مشغول به کار می‌شود. او در سال ۱۳۴۲ وارده دوره مدیریت دانشسرای عالی شده و مدرک لیسانس و سپس فوق لیسانس خود را اخذ می‌کند. نخعی پس از آن به ریاست مرکز راهنمایی و مشاوره استان کرمان منصوب می‌گردد. او دوره عالی مدیریت را در خارج از کشور گذرانده و دروس دکترا را نیز به انتها رسانید.

## فعالیتها و مناصب پس از انقلاب
ایرج نخعی پس از انقلاب به سمت معاون اداری و مالی امور مجلس وزارت آموزش وپروش، معاون آموزشی وزارت آموزش وپرورش، قائم مقام وزیر آموزش وپرورش در زمان وزارت رجایی و دکتر باهنر منصوب می‌شود. پس از آن مدتی نیز سرپرستی وزارت آموزش وپرورش را بر عهده داشت. وی پس از در مشاغلی مانند مشاور وزارت آموزش و پرورش و عضو شورای سیاستگذاری صدا و سیما از سوی رهبری، رئیس گروه بازرسی آموزش وپرورش سازمان بازرسی کل کشور، رئیس مرکز راهنمایی و مشاوره دانشگاه آزاد اسلامی (واحد جنوب)، رئیس دانشکده علوم انسانی دانشگاه آزاد اسلامی، عضو کمیسیون معین و کمیسیون مقررات تحصیلی شورای عالی آموزش و پرورش و رئیس کانون بازنشستگان وزارت آموزش و پرورش فعالیت کرد